# Proemio dell'Eneide
Il Proemio dell'Eneide è il testo iniziale del poema epico scritto da Virgilio.

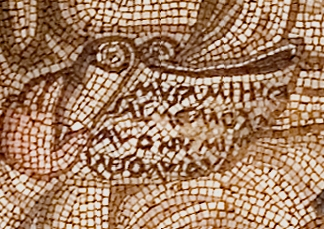
Particolare della mano di VIRGILIO che tiene un rotulus dell’Eneide, dove si legge dal proemio l'invocazione: «Musa, mihi cau/sas memora,/quo numine/laeso quidve» (Aen., I, vv. 8-9). Mosaico romano del III sec. d.C., rinvenuto a Susa, l'antica Hadrumetum, e ora conservato al Museo nazionale del Bardo di Tunisi.

Arma virumque *1 cano *2, Troiae qui primus ab oris

Italiam, fato *4 profugus *3, Laviniaque venit

litora, multum ille et terris iactatus *5 et alto

vi superum, saevae memorem Iunonis ob iram *6,

multa quoque et bello passus *7, dum conderet urbem,

inferretque deos Latio, genus unde Latinum,

Albanique patres, atque altae moenia Romae.

Musa *8, mihi causas memora, quo numine laeso,

quidve dolens, regina deum tot volvere casus

insignem pietate virum *10, tot adire labores *9

impulerit. Tantaene animis caelestibus irae?
venne in Italia fuggiasco *3 per fato *4 e alle spiagge
lavinie, e molto in terra e sul mare fu preda *5  /
di forze divine, per l’ira ostinata della crudele Giunone *6,  /
molto sofferse *7 anche in guerra, finch’ebbe fondato  /
la sua città, portato nel Lazio i suoi dei, donde il sangue  /
Latino, e i padri Albani e le mura dell’alta Roma.  /
Musa8, tu dimmi le cause, per quale offesa divina,  /
per quale dolore la regina dei numi a soffrir tante pene,  /
a incontrar tante angosce *9 condannò l’uomo pio *10.  /
Così grandi nell’animo dei celesti le ire!?»

## Come è fatto il proemio
Protasi: l'argomento del poema (1-7). Il poeta intende parlare delle Guerre Puniche, dell'eroe che fuggendo da Troia raggiunse l'Italia, di quante peregrinazioni costui dovette compiere per mare e per terra a causa della volontà di Giunone, e di quante guerre dovette combattere prima di poter fondare Lavinio, in Lazio.
Invocazione alla Musa (8-11).
Antefatto (12-33). Fra tutte le città Giunone prediligeva la forte e bellicosa Cartagine: qui la dea pose le armi e il carro, e qui, se il Fato lo avesse permesso, avrebbe voluto collocare la sede del dominio del mondo. Ma ella sapeva che dal sangue troiano sarebbe discesa una stirpe che avrebbe distrutto la sua amata città, ed era molto spaventata da ciò. Inoltre ripensava alla passata guerra combattuta da lei stessa contro i Troiani accanto ai Greci, e di certo non le sfuggivano i motivi che l'avevano spinta a parteggiare per questi ultimi: un troiano, Paride, aveva considerato Venere la più bella tra le dee; poi, sempre una troiana, Antigone, figlia di Laomedonte aveva osato sfidarla reputandosi più bella di lei; ancora, lo stesso Dardano, fondatore di Troia, era nato da una relazione adulterina tra Elettra e Giove; infine di nuovo un troiano, Ganimede, era stato preferito da Giove come coppiere al posto di sua figlia Ebe. Per tutti questi motivi Giunone temeva ancora quei pochi superstiti che si erano salvati dall'incendio di Troia lontano dall'Italia.
Virgilio pone appositamente in primo piano la sintesi del poema e successivamente l'invocazione alla Musa, proprio per distaccarsi dalla tradizione dei poemi omerici, nei quali è la musa ad essere in primo piano. Al contrario Virgilio prende coscienza di sé e invoca la Musa solo per trarne ispirazione.

## Analisi
1. "arma virumque" (ovvero "le armi e l'uomo" N.B. la particella -que è enclitica ed è una congiunzione coordinante copulativa, e) - Virgilio nelle prime parole del proemio rispetta un topos letterario, ovvero la presenza di una, in questo caso due, parola-chiave all'inizio del poema, che ne riassuma il contenuto. In questo caso Virgilio fa riferimento a Omero, ponendo due parole che richiamano quelle utilizzate nei proemi di Iliade e Odissea: "arma" (vedi Proemio dell'Iliade) e "vir" (vedi il termine corrispondente greco "Ανδρα" > àndra del Proemio dell'Odissea). Con queste due parole Virgilio, oltre ad evidenziare gli aspetti fondamentali del poema, richiama anche la divisione dei libri a seconda dell'argomento trattato. I libri 1-6 fanno infatti riferimento all'Odissea, con il tema del viaggio, e ad essi collegato vi è il termine uomo, eroe, mentre nei libri 7-12 si fa riferimento all'Iliade, con il tema della guerra per una donna.
2. "cano" (ovvero "canto") - in questo verbo è interessante notare la presenza della prima persona singolare. È Virgilio a cantare il poema e non la Musa, a differenza dei poemi omerici.
3. "profugus", v.2 (ovvero fuggiasco, esule, letteralmente che fugge, che è in cerca di una terra) - questo, come "iactatus", è un altro topos letterario, ovvero un epiteto. Da notare però è la differenza tra gli epiteti nell'Eneide e gli epiteti dell'Odissea e dell'Iliade. Mentre per gli epiteti omerici vige la Teoria dell'oralità condotta da Milman Parry, nell'Eneide vengono utilizzati per esprimere i principali caratteri psicologici del personaggio.
4. "fato", v.2 (il "Fato", dal latino fatum) - motivo centrale dell'Eneide. Il Fato è una forza divina che determina le vicende degli uomini, alla quale devono sottostare anche gli dèi; è quasi visto come una necessità, qualcosa che deve accadere per forza. Enea nell'Eneide si inchina al Fato, e Giunone, che sa che la discendenza di quest'ultimo distruggerà Cartagine, la sua città protetta, cerca di ritardare il più possibile questo suo destino.
5. "iactatus", v.3 (cioè "fu preda", "travagliato") - iactatus è uno dei principali epiteti di Enea. Il termine deriva da iacio, verbo latino che significa gettare, quindi l'epiteto ha il significato di sballottato, gettato qua e là dagli dèi.
6. "saevae memorem Iunonis ob iram", v.4 ("memore ira della crudele Giunone") - da notare il parallelismo tra l'ira di Giunone nei confronti di Enea e l'ira di Poseidone nei confronti di Odisseo. L'espressione memore significa letteralmente che si ricorda; Giunone è infatti irata perché:

- ha perso la gara di bellezza contro la madre di Enea
- perché la sua città favorita, Cartagine, è destinata ad essere distrutta dalla stirpe troiana.
- perché Ganimede era stato scelto come coppiere al posto di Ebe, la figlia di Giunone.

## Interpretazione
Il proemio dell'Eneide di Publio Virgilio Marone è costituito da 11 versi e mette in luce i vari elementi che caratterizzano l'opera, delineandone la trama. In quest'ultima è presente un'esaltazione delle origini di Roma unita alle sofferenze patite dal pius Enea per l'ira di Giunone, che saranno assieme il cardine dell'intera opera. Viene seguito lo schema tipico dei poemi epici, imitando Omero ("arma" richiama il tema principale dell'Iliade, "virum" dell'Odissea), con la tradizionale invocazione alla musa. Questa tuttavia, che compare solo al verso 8, è preceduta da un'affermazione in prima persona da parte del poeta, il quale partecipa alla rappresentazione rivendicando in tal modo la propria autonomia.
Tale proemio costituisce il modello di vari altri successivi, specie per quanto riguarda il poema cavalleresco ed il poema epico (ad esempio l'Orlando furioso di Ariosto), la Gerusalemme liberata di Torquato Tasso e I Lusiadi dello scrittore portoghese Camoes.